# Державний кордон Фінляндії

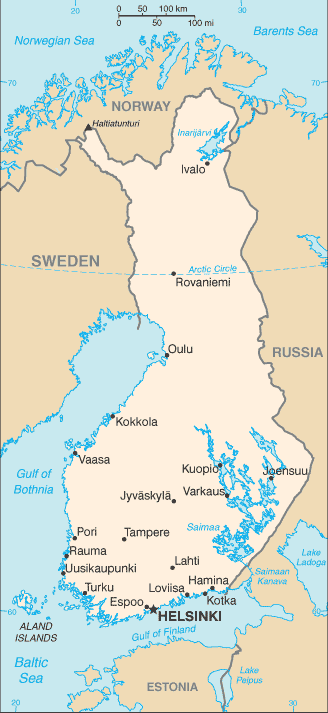
Карта Фінляндії

Державний кордон Фінляндії — державний кордон, лінія на поверхні Землі та вертикальна поверхня, що проходить по цій лінії, що визначають межі державного суверенітету Фінляндії над власними територією, водами, природними ресурсами в них і повітряним простором над ними.

## Сухопутний кордон
Загальна довжина кордону — 2563 км. Фінляндія межує з трьома державами. Уся територія країни суцільна, тобто анклавів чи ексклавів не існує.
Ділянки державного кордону
| Держава  | Ділянка         | Довжина (км) | Прикордонні регіони | Примітки |
| -------- | --------------- | ------------ | ------------------- | -------- |
| Норвегія | північ          | 709          |                     |          |
| Швеція   | північний захід | 545          |                     |          |
| Росія    | схід            | 1309         |                     |          |

## Морські кордони
Фінляндія омивається водами Ботнічної на заході та Фінської затоки Балтійського моря Атлантичного океану на півдні. Загальна довжина морського узбережжя 1250 км. Згідно з Конвенцією Організації Об'єднаних Націй з морського права (UNCLOS) 1982 року, протяжність територіальних вод країни встановлено в 12 морських миль (22,2 км) (у Фінській затоці — 3 морські милі). Прилегла зона, що примикає до територіальних вод, в якій держава може здійснювати контроль, необхідний для запобігання порушень митних, фіскальних, імміграційних або санітарних законів, простягається на 14 морських миль (25,9 км) від узбережжя (стаття 33). Виключна рибальська зона встановлена на відстань 12 морських миль (22,2 км) і поширюється до кордонів континентального шельфу Швеції, Естонії і Росії. Континентальний шельф — 200 морських миль від узбережжя.